# 井上薫 (弁護士)
井上 薫（いのうえ かおる、1954年12月6日 - ）は、日本の弁護士、裁判官。

## 経歴
東京都生まれ。1978年、東京大学理学部化学科卒業。1980年、東京大学大学院理学系研究科化学専攻修士課程修了。その後、民間の研究所を経て、独学で司法試験に合格。1986年、判事補任官。1996年、判事任官、水戸地裁下妻支部判事を経て、1998年、前橋地裁高崎支部判事に就任。2004年、横浜地裁判事に就任。2006年に退官し、2007年に弁護士登録。

## 著書
- デフォルトでは発行年月の昇順に配列。著書名の欄は50音順ソート。

| 著書名                                          | 出版元           | 発行年月   | ISBN               |
| ----------------------------------------------- | ---------------- | ---------- | ------------------ |
| 死刑の理由                                      | 新潮社           | 2003年9月  | ISBN 9784101173214 |
| 司法のしゃべりすぎ                              | 新潮社           | 2005年2月  | ISBN 9784106101038 |
| 狂った裁判官                                    | 幻冬舎           | 2007年3月  | ISBN 9784344980242 |
| 司法は腐り人権滅ぶ                              | 講談社           | 2007年5月  | ISBN 9784061498938 |
| はじめての裁判傍聴                              | 幻冬舎           | 2007年9月  | ISBN 9784344980518 |
| 裁判所が道徳を破棄する                          | 文藝春秋         | 2007年9月  | ISBN 9784166605903 |
| つぶせ！裁判員制度                              | 新潮社           | 2008年3月  | ISBN 9784106102547 |
| 最高裁が法を犯している！                        | 洋泉社           | 2008年4月  | ISBN 9784862482563 |
| 痴漢冤罪の恐怖 「疑わしきは有罪」なのか？       | 日本放送出版協会 | 2008年10月 | ISBN 9784140882689 |
| 裁判官の横着 サボる「法の番人」たち             | 中央公論         | 2008年10月 | ISBN 9784121502926 |
| 裁判官が見た光市母子殺害事件                    | 文藝春秋         | 2009年2月  | ISBN 9784163710709 |
| 巨利を生む蛇足判決理論                          | クリピュア       | 2009年10月 | ISBN 9784434137204 |
| 裁判と世論の微妙な関係                          | クリピュア       | 2009年10月 | ISBN 9784434137211 |
| 平然と冤罪をつくる人たち 誤判は必然的に生まれる | 講談社           | 2010年1月  | ISBN 9784569776316 |
| 「直感」が人を裁く時代 裁判員制度は失敗した     | ワック           | 2010年3月  | ISBN 9784898316184 |
| ここがおかしい、外国人参政権                    | 文藝春秋         | 2010年8月  | ISBN 9784166607662 |
| 「捏造」する検察                                | 宝島社           | 2010年12月 | ISBN 9784796680158 |
| 原発賠償の行方                                  | 新潮社           | 2011年11月 | ISBN 9784106104435 |

## テレビ出演
- 「たかじんのそこまで言って委員会」（読売テレビ）
- 「水曜日のダウンタウン」（TBS）